# Лаборатория Линкольна
Лаборатория Линкольна — научно-исследовательское учреждение Министерства обороны США в структуре Массачусетского технологического института, которое проводит исследования и разработки в области национальной обороны и безопасности.

## История
Лабораторию Линкольна создали в 1951 году на базе университетского подразделения, занимавшегося разработками в области радиолокации. Первой задачей лаборатории стало участие в разработке элементов первой национальной системы ПВО (SAGE). В ходе реализации проекта SAGE, осуществляемого лабораторией Линкольна, была создана теория системного подхода к развитию сложных и крупномасштабных систем.
В 1958 году при Лаборатории Линкольна создали специальную некоммерческую компанию «MITRE Corporation» для эффективной организации контрактных исследований, заказываемых правительством США в области разработок и управления крупными ракетными комплексами. Позже Лаборатория сыграла ключевую роль в создании таких важных для развития Интернета инноваций, как IMP, TCP/IP и RSA.
В настоящее время лаборатория занимается разработками в области сенсоров, информатики (обработка сигналов и встроенные вычисления), интегрированное мультиспектральное зондирование, системы поддержки принятия решений (искусственный интеллект), а также исследования в области электроники.
Тематика исследований включает проекты в области противовоздушной и противоракетной обороны, дистанционного зондирования земли, тактических систем, химико-биологической защиты, связи и информационных технологий.

## Известные разработки
- SAGE — система полуавтоматического координирования действий перехватчиков.